# Дніпропетровський народний музей історії міліції
Дніпропетровський народний музей історії міліції — один з музеїв Дніпра, розташований в будівлі будинку культури МВС на вулиці Січових Стрільців, будинок 5.

## Історія
Музей історії і бойової слави міліції Дніпропетровської області був заснований в 1975 році в Дніпропетровську.
Статус народного музею отримав в 1979 році.
Дніпропетровська міліція почала своє існування ще з періоду Катеринослава.
11 січня 1918, згідно з постановою катеринославської ради робітничих і солдатських депутатів була організована перша в краї радянська міліція.

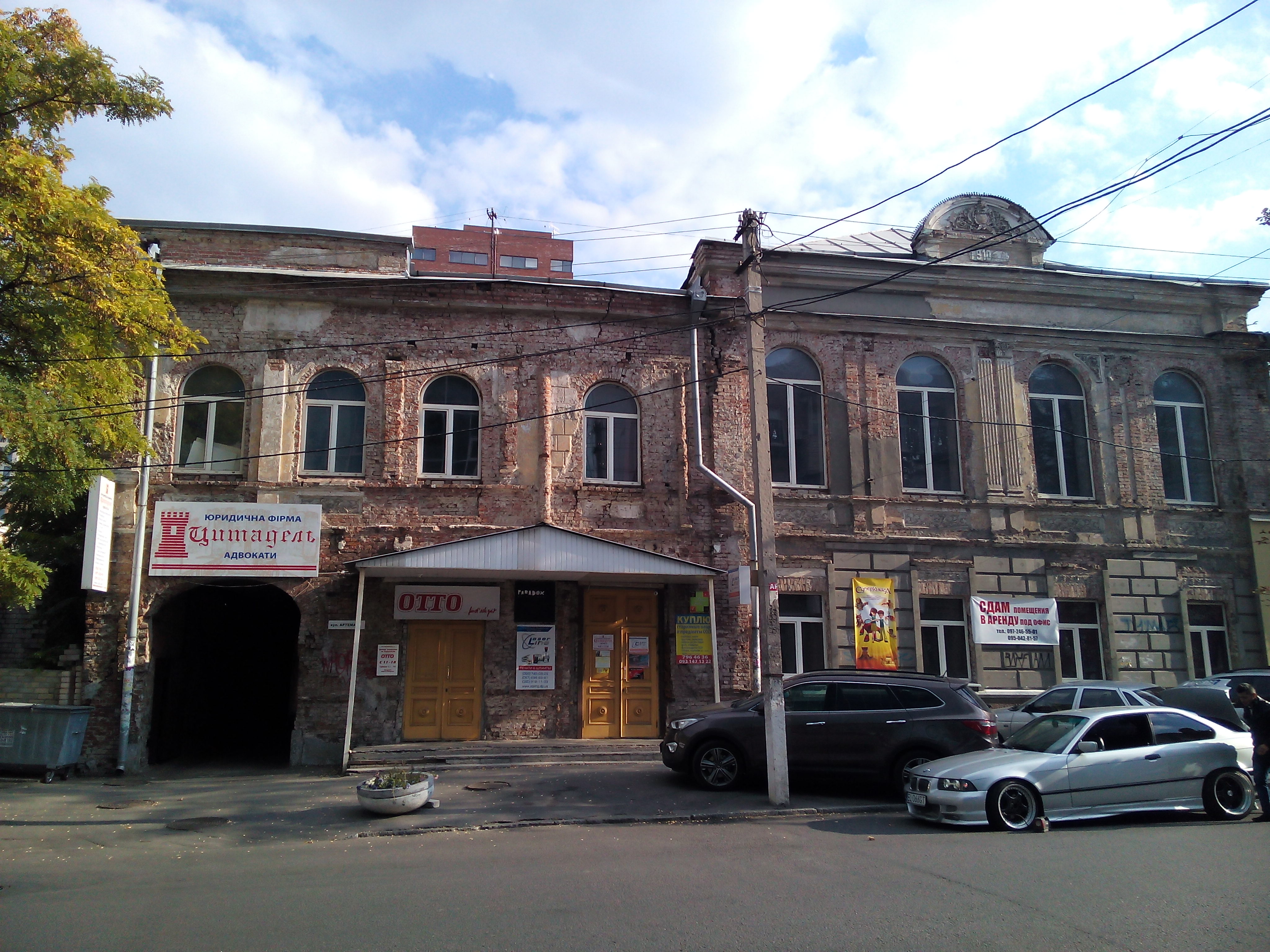
Будівля на вул. Січових Стрільців, де розташований музей.

З моменту існування Катеринославської губернії (1803 р.) питання охорони порядку покладалися на губернатора. Трохи пізніше було створено відділення міських справ при канцелярії Катеринославського губернатора, а після 1918 року — робітничо-селянська міліція.
В експозиції та фондах музею зберігаються понад 3000 експонатів. Особливу цінність представляють особисті матеріали працівників міліції — ветеранів міліцейської служби.
У Дніпропетровському народному музеї історії міліції представлені матеріали, документи і фотографії, що розповідають про діяльність різних підрозділів органів внутрішніх справ регіону від часів Жовтневого перевороту до наших днів.
Загальна площа музею в будівлі клубу УВС — 160 м².